# Koshu
 (février 2011).
Si vous disposez d'ouvrages ou d'articles de référence ou si vous connaissez des sites web de qualité traitant du thème abordé ici, merci de compléter l'article en donnant les références utiles à sa vérifiabilité et en les liant à la section « Notes et références ».
Le koshu est un cépage rose très courant au Japon, traditionnellement consommé comme raisin de table. Selon les recherches de l'Université de Californie à Davis, il s'agit d'un hybride de Vitis vinifera qui permet la vinification.
Sa peau est épaisse et rose, alors que sa pulpe est blanche. On ne le trouve qu'au Japon (régions de Yamanashi et, traditionnellement, de Katsunuma, à 100 kilomètres à l'ouest de Tokyo). C'est du reste le seul cépage indigène de quelque signification. 

## Histoire
Ce cépage est connu depuis le VIIIe siècle, mais n'est devenu populaire que sous l'ère Edo (1600-1867), époque à laquelle il est devenu la friandise la plus prisée du shogunat de Tokugawa, auquel étaient réservées les meilleures grappes. Il était exclusivement consommé comme raisin de table. 
Sous l'ère Meiji (1868), le nouveau gouvernement envoie une mission à l'exposition universelle de Paris. C'est cette délégation qui ramène au Japon les premières techniques de vinification. Il n'en fallait pas plus pour qu'une industrie du vin naisse à Katsunuma. La production est alors abondante, mais de petite qualité et à usage essentiellement indigène : le vin était vendu aux personnes qui n'avaient pas les moyens de s'offrir du saké. 
De nouvelles expériences ont démarré avec d'autres cépages après la Seconde Guerre mondiale. Mais dans les années 1980, la production indigène souffre de la concurrence étrangère, meilleure et plus avantageuse, d'autant plus que les droits de douane ont été réduits à cette période.

## Vins
Longtemps, la vinification du koshu est restée à un état embryonnaire, peu propice à mettre en valeur les spécificités et les arômes du cépage. En particulier, on cherchait par tous les moyens à accroître le degré d'alcool du produit fini (chaptalisation, concentration), et à l'adoucir. La vinification en barriques neuves était également de rigueur, ce qui gomme le goût du fruit. Le résultat était assez insipide. 
Depuis, des œnologues européens, australiens et néo-zélandais se sont penchés sur ce cépage. Ils ont légué aux viticulteurs japonais un savoir-faire qui leur est précieux. En particulier, le groupe japonais « Koshu Wine Support » croit fermement à la possibilité de fabriquer un vin plus qu'acceptable à partir du koshu.
En 2003, il s'est assuré les services de l'œnologue français Denis Dubourdieu. Une cuvée porte désormais son nom. 
Les producteurs affirment que le vin blanc produit à partir du koshu présente des arômes de pamplemousse, de pomme et de citron, rappelant le sauvignon blanc. Le taux d'alcool est compris entre 9,5 et 10,5 % vol. Il se boit jeune (2 ou 3 ans).

### Accompagnement
Naturellement, il se marie avec la cuisine asiatique (sushi, sashimi, tempura). On l'associera également avec les crustacés ou le poisson blanc, le thon grillé, le saumon, le poisson fumé. D'autres l'apprécieront avec des salades, des asperges ou des hors-d'œuvre.

## Jumelages
- Beaune (France)